# 滝の千年ツバキ公園

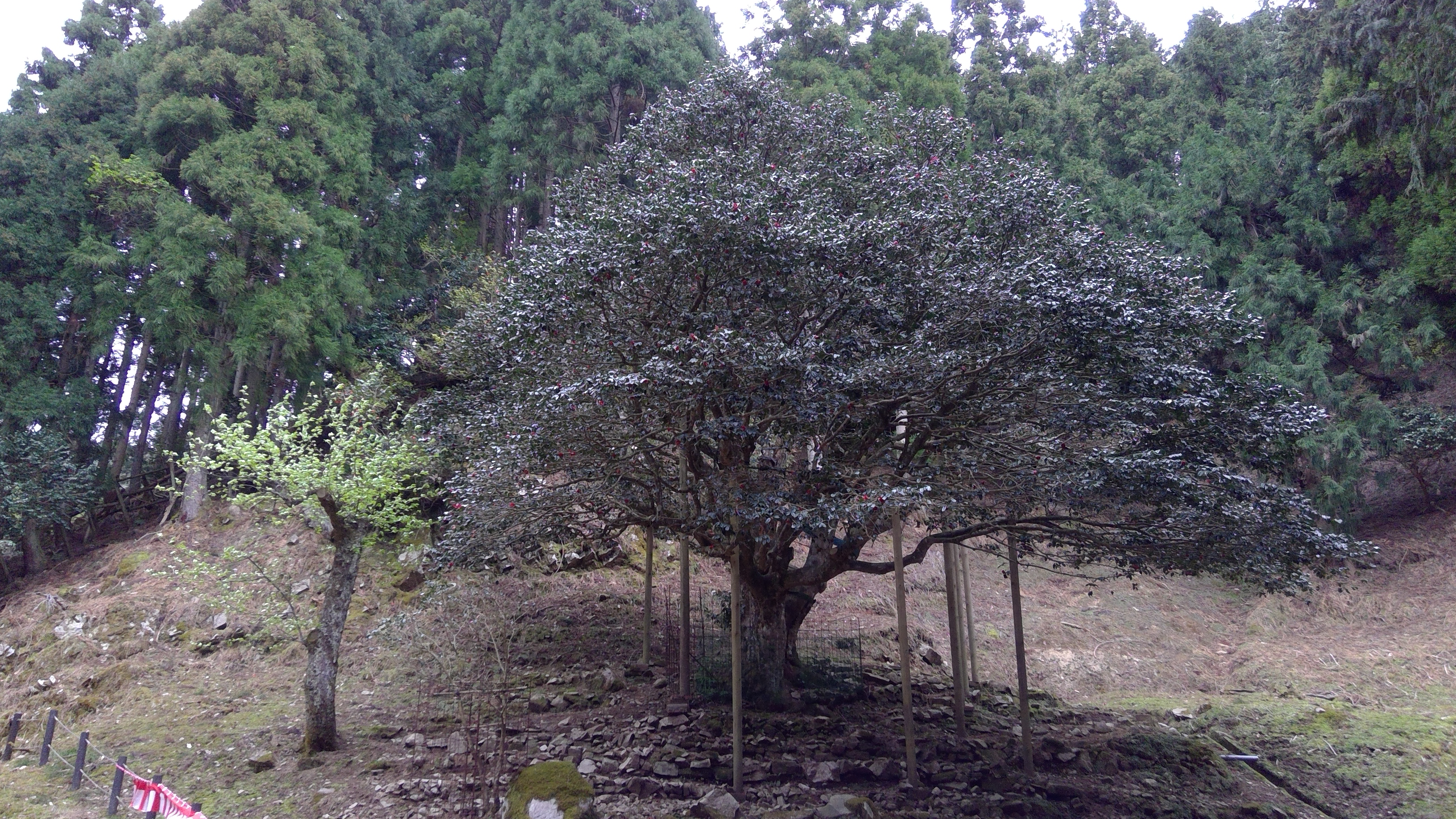
滝のツバキ（通称：千年椿）

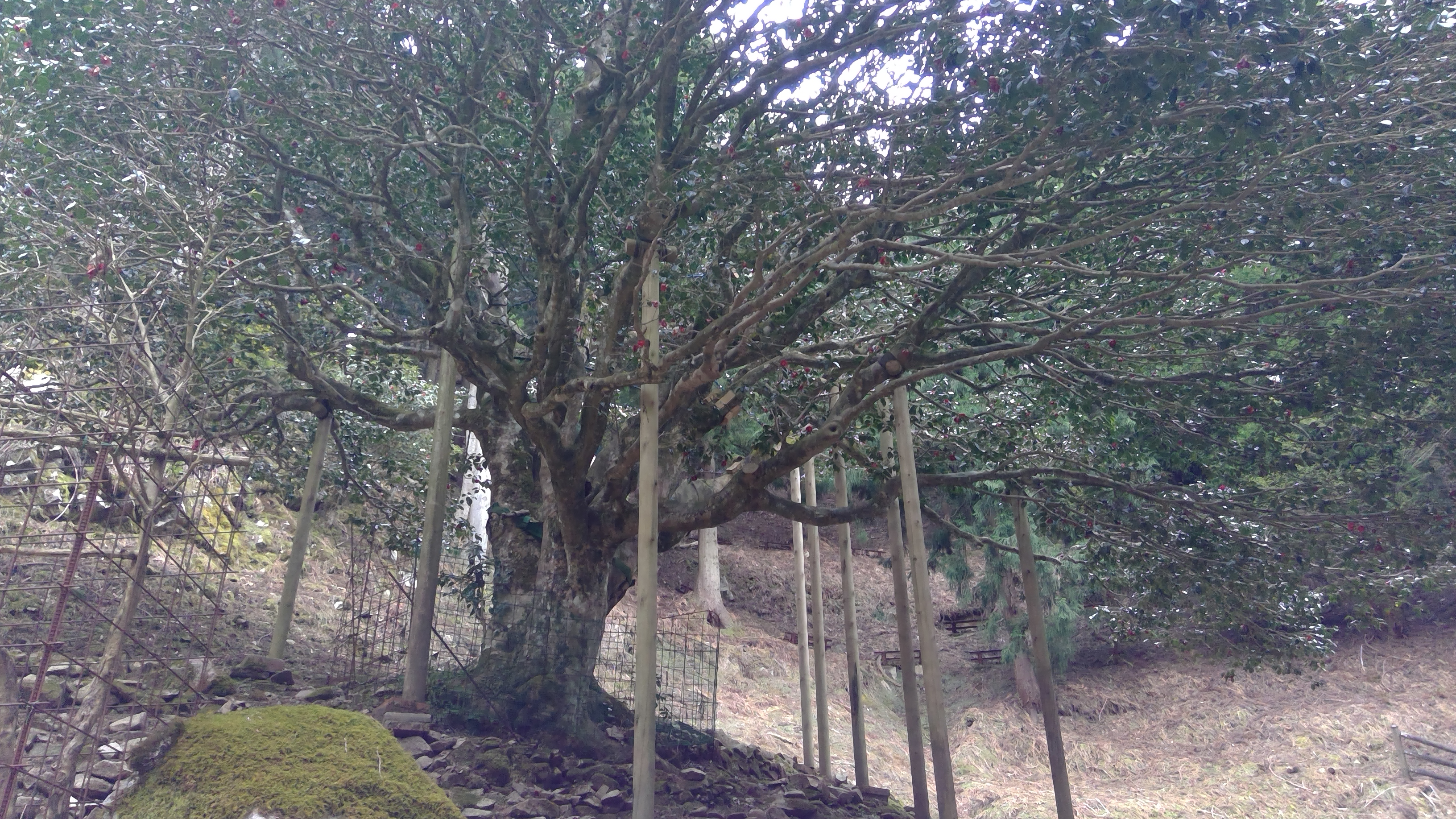

滝の千年ツバキ公園（たきのせんねんツバキこうえん）は、京都府与謝郡与謝野町滝にある自然公園。

## 概要

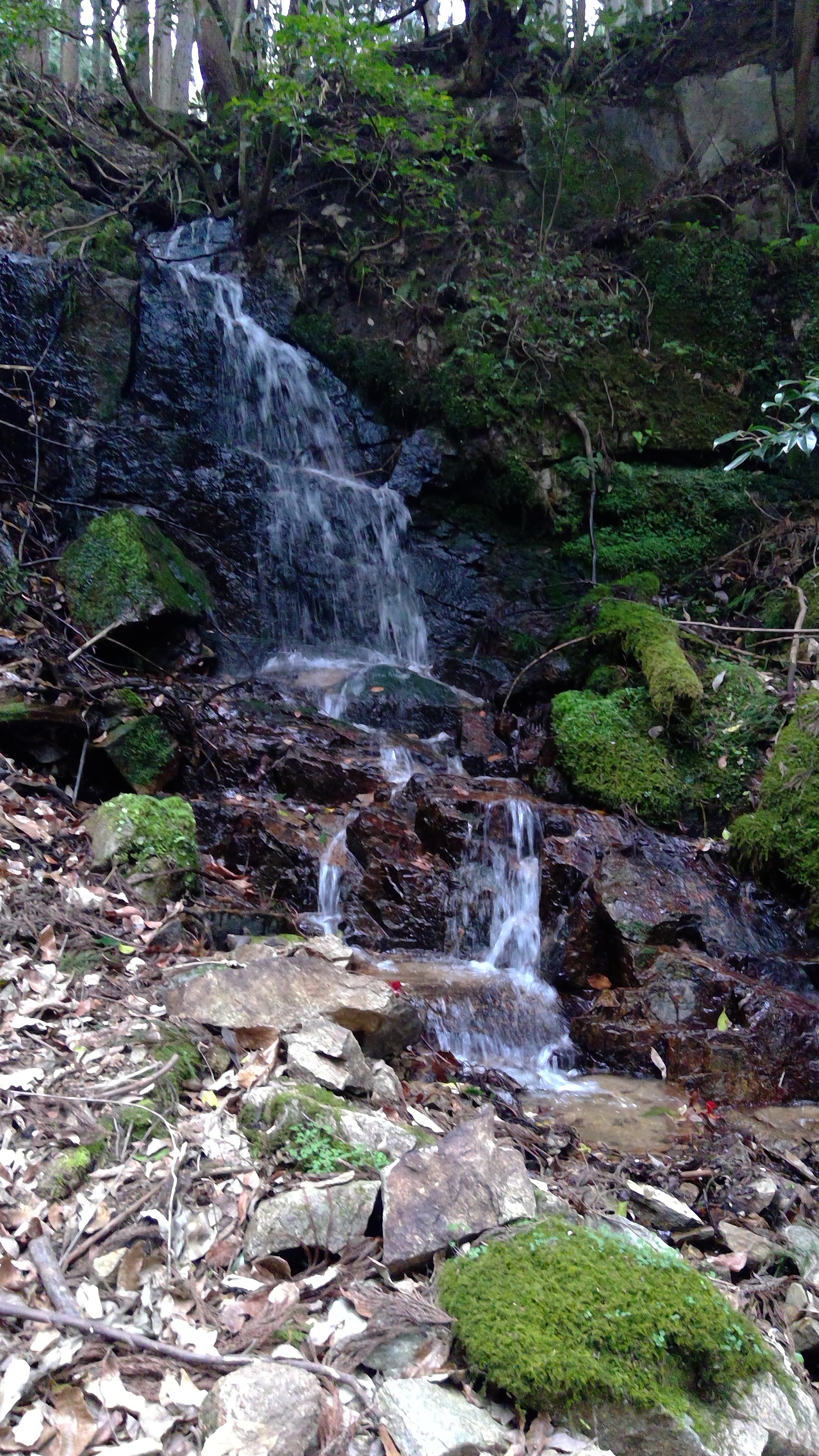
千年椿の上流約100メートルに位置する小滝「長寿の滝」

この公園は、2007年（平成19年）8月に丹後天橋立大江山国定公園として指定された大江山連峰地区江笠山山系に属する府道沿いの奥滝集落から南へ約1.5キロメートル、山道にわけ行った山林の中にある。現地には、日本最長寿級のヤブツバキの巨木が現存しており、そこを中心として公園が整備された。
園内には千年椿の愛称で親しまれる「滝のツバキ」のほか、旧加悦町が、ツバキを都道府県市町村の花木に指定している全国49の自治体から、ツバキの寄贈を呼びかけて、「滝の千年ツバキ2世」と合わせた合計50株のツバキが植樹された「ツバキの森」や、麓の水車の動力ともなっている水源の上流に位置する「長寿の滝」、利用者のための休憩所などがある。
メインである「滝のツバキ」は、1989年（平成元年）3月には京都府指定天然記念物として指定され、また、1989年（平成元年）9月には「新・きょうと名木10選」に選定、1991年（平成3年）6月には京都の自然200選のひとつに選定されている。
なお、椿は、「与謝野町の木」にも選ばれている。

## 滝の千年ツバキ

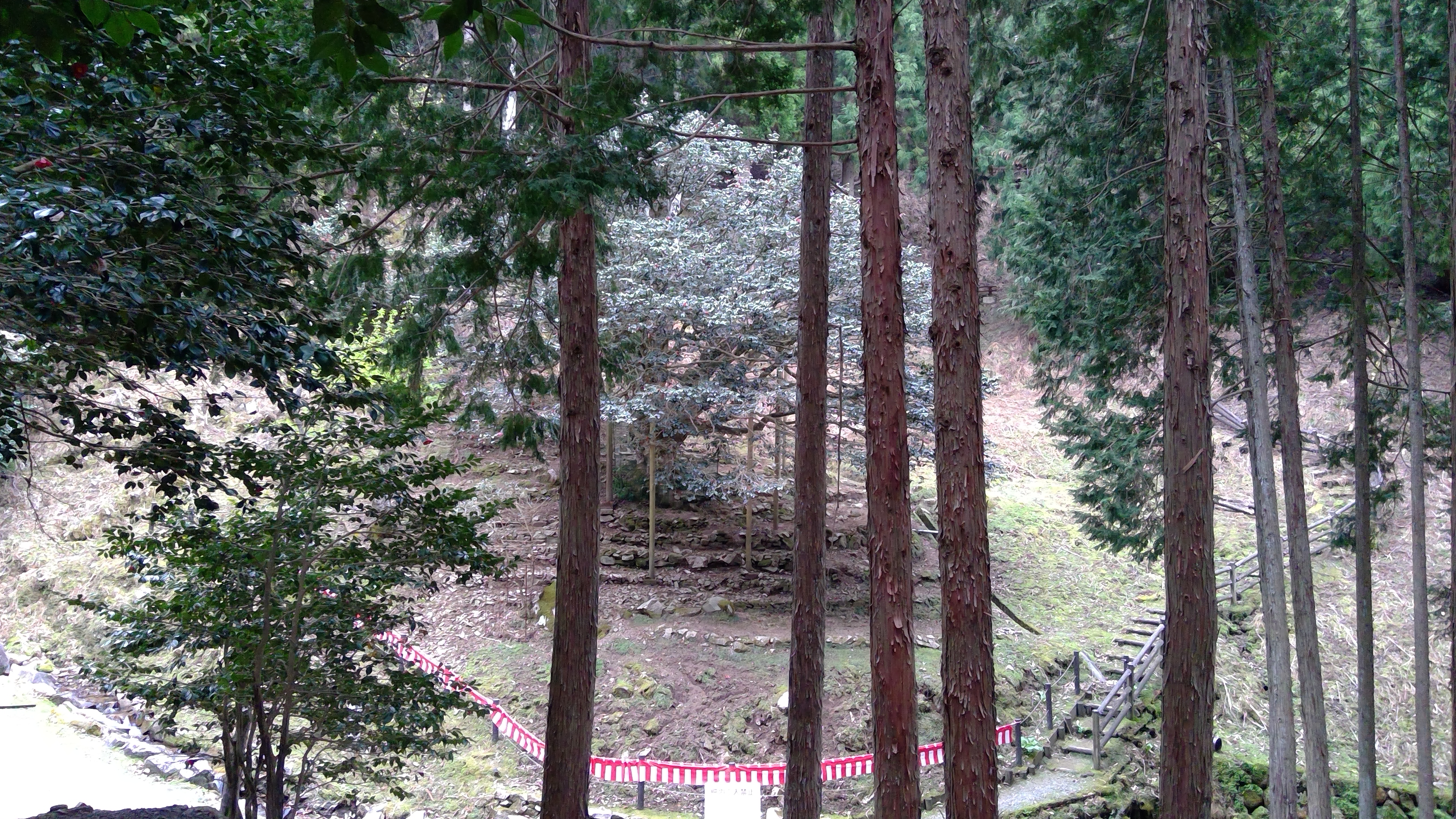
杉木立の間から臨む「千年椿」

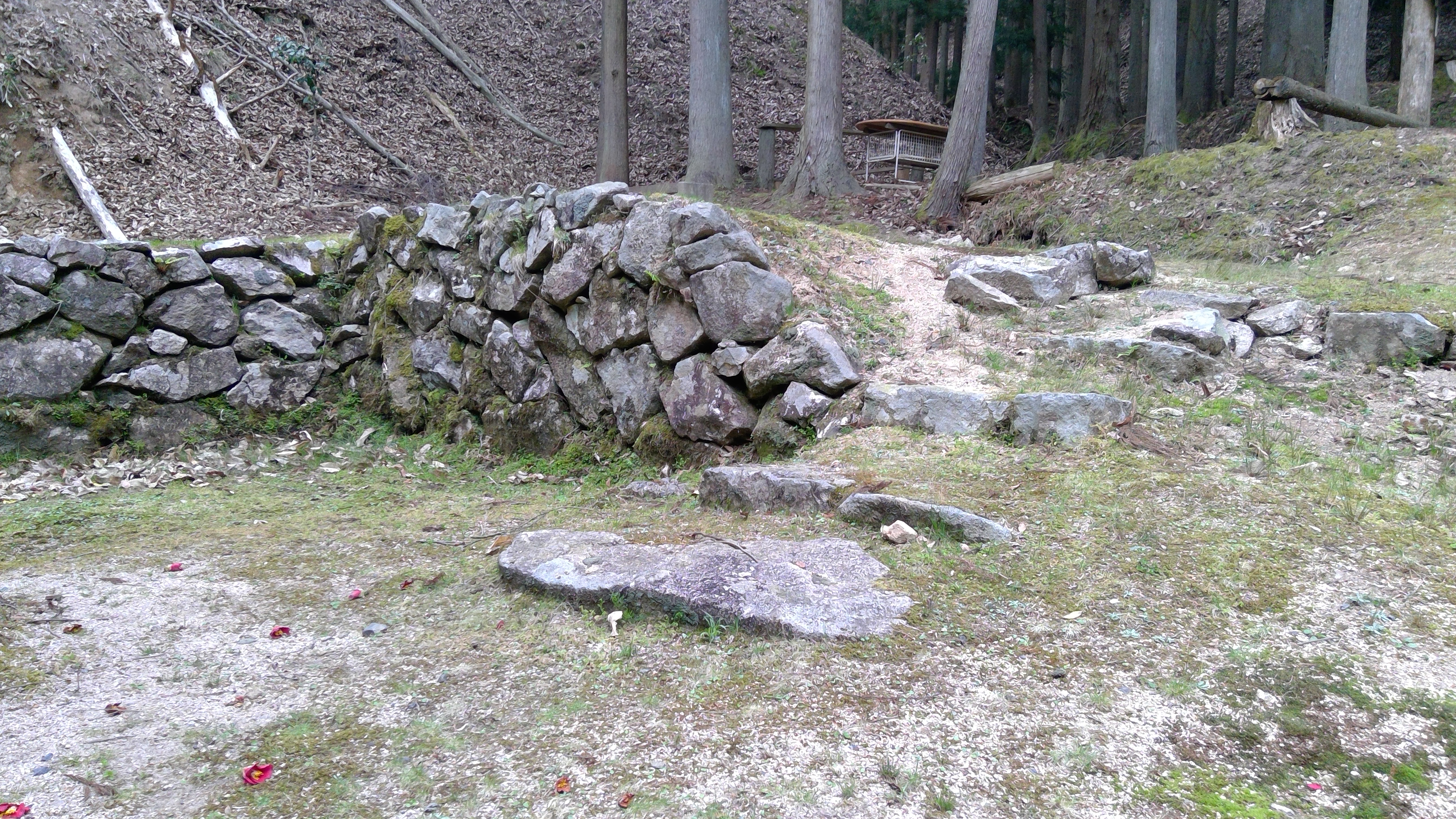
千年椿の周辺に残る石垣の一部

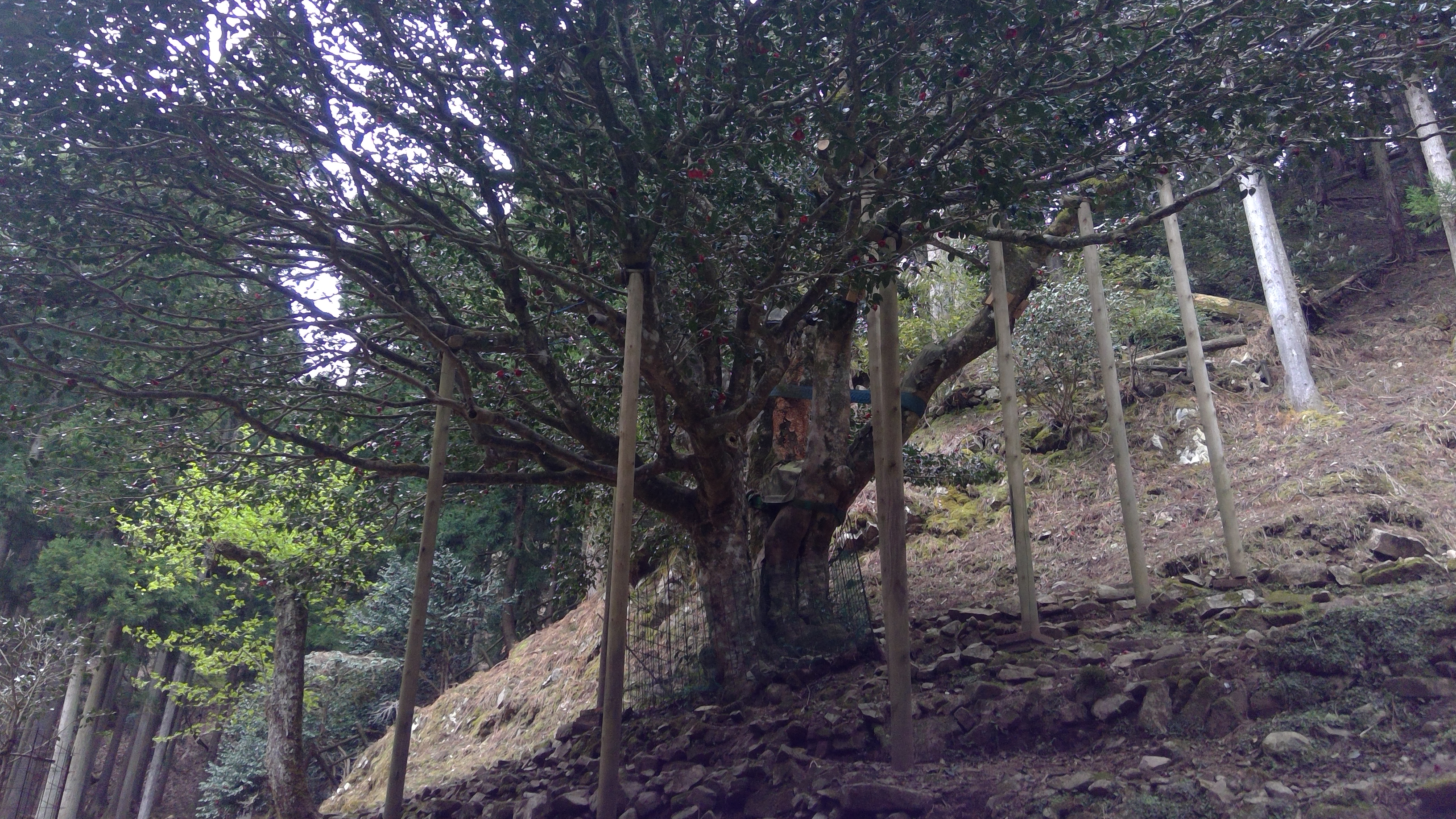
千年椿の周囲数メートルは、根の保護のため、現在立ち入り禁止となっている。

### 品種
ツバキ科ツバキ属ヤブツバキ。日本古来の原種の椿であり、園芸品種名ではクロツバキと称するが、改良された園芸品種とはやや趣を異にする。毎年3月下旬から4月上旬にかけて、黄色の葯を紫紅色の一重の花弁が囲む花を無数につける。

### 樹齢
不詳。推定樹齢は500～600年とする説から、1,000～1,200年とする説まで幅広いが、成長の遅い椿ではひじょうに珍しい日本屈指の巨木であることから「千年椿」の愛称で親しまれている。

### 大きさ
樹高9.7m、幹周3.26m（地際）、枝張りは南北14メートル・東西13メートルに及ぶ。

### 民俗
このツバキの周辺には、少なくとも江戸時代前半の1697年（元禄10年）には人が暮らしていたとされる。
昭和前期には「大田和」と呼ばれた集落があり、少なくとも六世帯が農林業などを営んでいたが、昭和35年頃から離村が進み、昭和46年に全世帯が移住して廃村となる。
かつての住民の伝えるところによれば、「千年椿」は田畑作業中の雨宿りの場所であったり、牛をつないでおく場所であったりするなど、人々の暮らしの一部であった。周辺にはいまも、当時の石垣や土蔵の跡などが残されている。

### 伝承
昭和30年代後半、「千年椿」を伐採しようとノコギリの刃を幹10センチメートル付近まで近づけたところ、周囲が真っ赤に染まり、伐ろうとした人は気分が悪くなってその場から動けなくなった。この木は切ってはならないという意味であろうと解釈され、伐採は中止された。

## 沿革
- 1986年（昭和61年）：造林業者によりツバキの巨木が確認される。
- 1988年（昭和63年）：渡邊武博士の調査により、成長の遅い椿としては極めて珍しい巨木のツバキであることが確認される。その大きさから、国内最古級と推定される。
- 1989年（平成元年）3月：「京都府指定天然記念物」に指定
- 1989年（平成元年）9月：「新・きょうと名木10選」に選定
- 1991年（平成3年）4月：「滝の千年ツバキまつり」が始まる。以降毎年4月中旬に開催。
- 1991年（平成3年）6月：「京都の自然200選」に選定
- 1996年（平成8年）4月：公園が開園。加悦椿文化資料館開館。
- 2007年（平成19年）8月：丹後天橋立大江山国定公園のエリアに含まれる。
- 毎年4月頃の花の見頃にあわせて、「滝の千年ツバキまつり」が開催され、地元住民によるバザーや餅つき、スタンプラリーなどの企画が催されている。2018年は4月15日（日）に開催。

## 関連施設
- 加悦椿文化資料館

上から見るとツバキの形をしている資料館。
- 営業時間：午前9時 - 午後5時
- 閉館日：3 - 5月：毎週月曜日（祝日の場合は翌日）、6 - 11月：毎週月・火・水曜日、12 - 2月：休館
- 入館料：一般200円、小・中学生100円（8名以上の団体割引有）

- 駐車場：無料

## アクセス
- 〒629-2422 与謝郡与謝野町字滝小字深山316番地
  - 　「千年椿」へは、最寄り駐車場（4～5台）から280メートルは未舗装の上り坂を徒歩。
- 京都丹後鉄道 宮豊線 与謝野駅から車・タクシーで約10分
  - 京都縦貫自動車道宮津天橋立ICから国道176号・京都府道701号加悦但東線で約30分
  - 舞鶴若狭自動車道福知山ICから国道9号・国道175号・国道176号・京都府道701号加悦但東線を経由し約60分